# Der Teufel ist eine Frau
Der Teufel ist eine Frau (OT: The Devil Is a Woman) ist ein US-amerikanischer Spielfilm aus dem Jahr 1935.

## Handlung
Während des Karnevals in Südspanien am Anfang des 20. Jahrhunderts sieht der junge Antonio Galván die Tänzerin Concha Pérez. Er fühlt sich sofort von ihr angezogen und verabredet ein abendliches Treffen mit ihr. Wenig später trifft er seinen alten Freund Don Pasqual, einen wohlhabenden Herren mittleren Alters. Dieser erzählt ihm die Geschichte, wie Concha Pérez ihn vor einigen Jahren ruinierte. 
Der Offizier Pasqual holte Concha aus einer Zigarettenfabrik, wo sie als Arbeiterin schwer schuften musste. Doch kurz darauf verschwand sie aus seinem Leben, um drei Monate später mit der Bitte um Geld wieder bei ihm aufzutauchen. Wieder beginnt sie eine Liebesaffäre mit Pasqual, verschwindet nach dem Erhalt des Geldes allerdings erneut. Erst sechs Monate später sieht er sie zufällig wieder, als er einen Nachtclub besucht. Sie arbeitet dort als Sängerin. Pasqual liebt sie immer noch, muss aber entdecken, dass sie mit dem Stierkämpfer Morenito liiert ist. Er kauft Concha aus ihrem Vertrag bei dem Nachtclub frei, um mit ihr zusammenzuleben. Doch Concha entscheidet sich für Morenito und verlässt Pasqual abermals. Schließlich verliert Pasqual sein gesellschaftliches Prestige, nach Kritik gibt er seine militärische Position auf. Morenito begeht später wegen Concha Selbstmord. 
Nach dieser Geschichte muss Antonio seinem Freund schwören, sich niemals mit Concha Pérez einzulassen. Er bricht den Schwur jedoch und trifft sich mit Concha – anfangs macht er ihr Vorhaltungen wegen seines Umgangs mit seinem Freund Pasqual, doch auch er kann sich Conchas Charme nicht entziehen. Als Pasqual die miteinander küssenden Antonio und Concha entdeckt, wird seine Eifersucht erneut entfacht. Er fordert Antonio zum Duell. Bei diesem Duell wird Pasqual, der als Meisterschütze gilt, aber offenbar bewusst keinen Schuss abgab, schwer verletzt. Antonio wird danach von der Polizei verhaftet, und da er überdies ein gesuchter Revolutionär ist, droht ihm der Tod. Concha sorgt jedoch durch ihre Beziehungen zu dem ebenfalls von ihr angetanen Gouverneur Don Paquito dafür, dass Antonio aus der Haft entlassen wird. 
Gemeinsam wollen Concha und Antonio mit dem Zug nach Paris fliehen, wobei sie vom Gouverneur die passenden Papiere erhalten haben. An der spanischen Grenze jedoch verlässt sie Antonio und bekennt ihre Absicht, zu Pasqual zurückzukehren – offenbar bewegt davon, dass dieser auf Bitten von ihr beim Duell das Leben von Antonio geschont hatte.

## Hintergrund
Der Teufel ist eine Frau ist der letzte Film, den Marlene Dietrich unter der Regie ihres Entdeckers und Förderers Josef von Sternberg gespielt hat. Der Film entstand nach dem Roman La Femme et le pantin (dt.: Das Weib und der Hampelmann, 1898) von Pierre Louÿs. Dieselbe Vorlage diente Julien Duvivier für sein Filmdrama Ein Weib wie der Satan (1959) sowie Luis Buñuel für seinen Spielfilm Dieses obskure Objekt der Begierde (1977). Die Rolle des Duell-Schiedsrichters bekleidete der britische Schauspieler Lawrence Grant.
Die Uraufführung erfolgte am 3. Mai 1935 im Paramount Theatre, New York. Die deutsche Erstaufführung unter dem Titel Die spanische Tänzerin war am 28. Juni 1935 im Marmorhaus, Berlin.
Die nationalsozialistische Filmzensur ließ den Film am 25. November 1935 verbieten.

## Kritiken
„Der Film fiel bei der Kritik durch und stieß auf Grund seines Spanien-Bildes auf heftigen Widerstand; Kopien wurden vernichtet, der Film verschwand in der Versenkung. Heute genießt man den Film als ‚klassisches‘ Sternberg-Opus, in dem der Regisseur hinter der trivialen Oberfläche, der sich im übrigen auch Bunuel für Dieses obskure Objekt der Begierde bediente, über die Aufhebung von definierten Grenzen und Rollen reflektiert und ein faszinierendes Spiel mit dem schönen Schein, mit dem Bewußten und dem Unbewußten treibt.“

## Auszeichnungen
Der Film nahm 1935 am Wettbewerb der Internationalen Filmfestspiele von Venedig teil und erhielt eine Auszeichnung für die beste Kameraarbeit.